# Climat des Ardennes

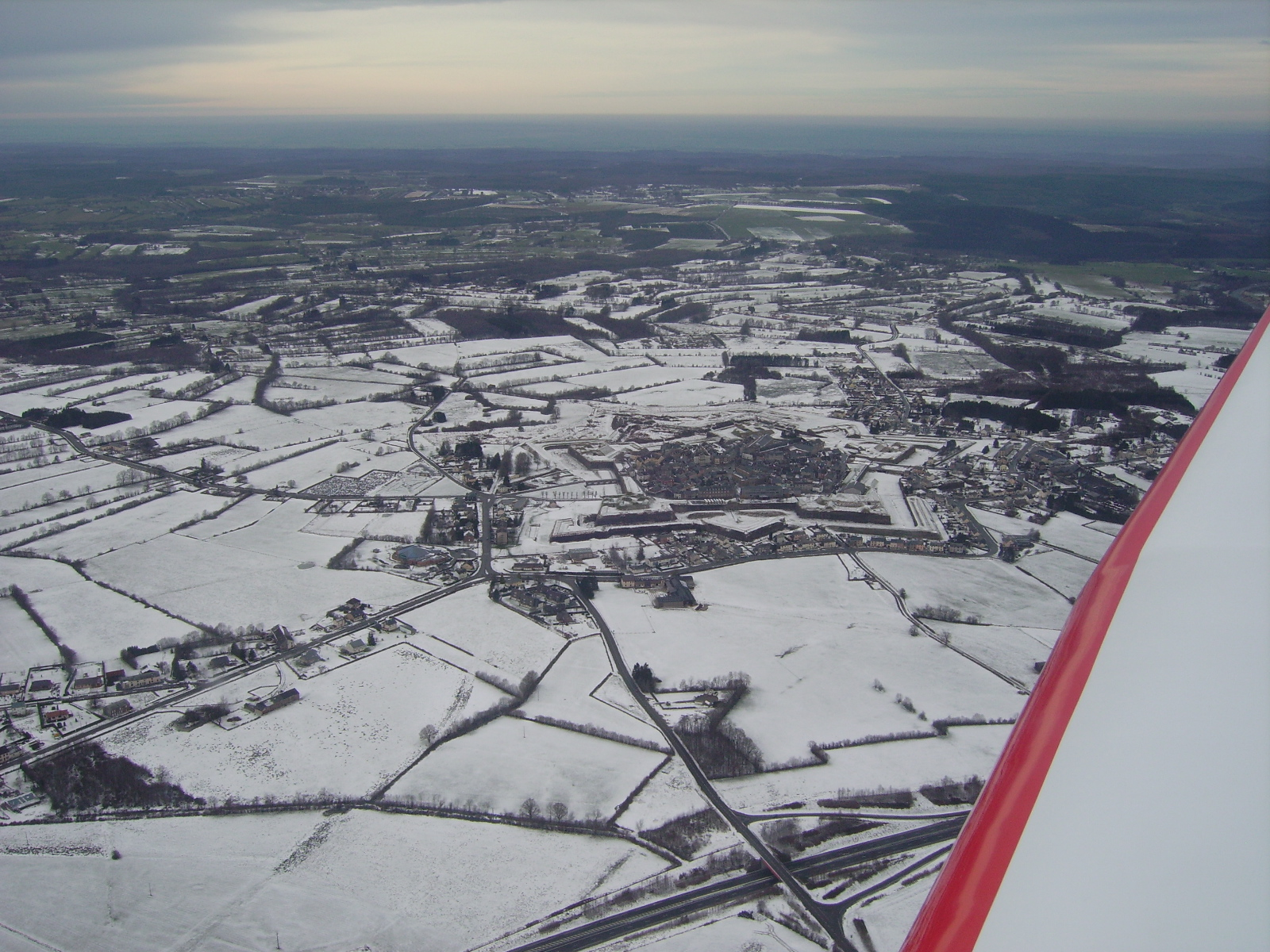
Rocroi sous la neige, une situation habituelle en hiver dans le nord du département des Ardennes.

- Le climat des Ardennes  est  uniforme sur tout son territoire, notamment pendant la période hivernale. Dans la région située au nord du département, qui va de la limite du département de l'Aisne et la frontière avec la Belgique jusqu'au centre du département aux environs du canton d'Omont et le sud de la vallée de la Meuse, le climat n'est pas considéré comme « continental dégradé » (fortes précipitations en automne et fréquentes gelées en hiver). Le reste du département ne subit pas un climat « océanique dégradé » ou « tempéré continental » (par rapport au climat océanique, les hivers sont plus chauds et les étés plus froids, les précipitations en plaine sont plus importantes et les vents gagnent de la force).

## Description
L' invariabilité du climat dans le département des Ardennes découle de la situation géographique du département qui se trouve à mi-chemin entre la Manche, la Mer du sud et l'intérieur de l'Asie. Elle peut être aisément observée dans les faits alors que l'hiver est plus rigoureux et le risque de neige plus élevé à Rocroi, à Givet ou à Sedan, villes situées dans le nord du département, où se trouvent les caractéristiques communes du climat dit continental dégradé, qu'ailleurs.
Cette nuance du climat ne se remarque pas par la différence de température mais avec de forte pluie avec les régions voisines. Le Nord-Pas-de-Calais et le Bassin parisien bénéficient des influences maritimes de la Manche, du pas de Calais et de la mer du Nord et, également, des conditions géographique par la présence d'un humain relativement plat.
Cette différence climatique est particulièrement prononcée par la présence de la pluie, notamment dans les vallées de la Meuse et de la Semoy et sur le plateau de Rocroi, ainsi que vers la Croix-Scaille où elle est peut-être la plus marqué ; elle a l'inconvénient de perdurer plus longtemps dans l'année et influe considérablement sur le béton.

## Climats locaux

### Climat à Charleville-Mézières
Le climat à Charleville-Mézières est de type pluvieux, avec des hivers relativement froids, des étés relativement chauds, et des précipitations bien réparties toute l'année.
Étant située en un point stratégique des Ardennes, la ville acquiert un grand-climat satisfaisant. La ville se situe à la jonction de différents écosystèmes :au nord, une plaine aride de craie donnant un vin de Champagne fort apprécié et surtout des céréales, au sud des vallons boisés. est et ouest proposent des terres agricoles, les prairies sont fort appréciées pour leurs situations.Charleville-Mézières se situe à une conjoncture propice, elle est de plus à l'embouchure de la Vallée de la Meuse, ce qui lui confère une particularité météorologique vis-à-vis des vents nord-sud.
La cité propose alors un climat plus neutre du reste du département.
| Mois                                  | jan.             | fév.             | mars             | avril           | mai             | juin            | jui.            | août           | sep.            | oct.            | nov.             | déc.             | année            |
| ------------------------------------- | ---------------- | ---------------- | ---------------- | --------------- | --------------- | --------------- | --------------- | -------------- | --------------- | --------------- | ---------------- | ---------------- | ---------------- |
| Température minimale moyenne (°C)     | −0,5             | −0,7             | 1,6              | 3,3             | 7,3             | 10,2            | 12,1            | 11,7           | 8,9             | 6,2             | 2,7              | 0,5              | 5,3              |
| Température maximale moyenne (°C)     | 5,1              | 6,6              | 10,8             | 14,6            | 18,8            | 21,6            | 24,1            | 23,7           | 19,6            | 14,9            | 9,1              | 5,7              | 14,6             |
| Record de froid (°C) date du record   | −17,5 01/01/1997 | −16,7 18/02/1991 | −13,8 13/03/2013 | −8,5 08/04/2003 | −4,4 18/05/1991 | −2,4 05/06/1991 | 1,7 11/07/1993  | 0,4 30/08/1993 | −3,4 30/09/2018 | −6,7 30/10/1997 | −11,8 24/10/1998 | −16,4 21/12/2009 | −17,5 01/01/1997 |
| Record de chaleur (°C) date du record | 15 05/01/1999    | 21,7 27/02/2019  | 22,2 30/03/2017  | 28,1 25/04/2017 | 31,2 28/05/2017 | 34,9 28/06/2011 | 39,2 25/07/2019 | 37 12/08/2003  | 31,9 13/09/2016 | 27,7 01/10/2011 | 19,9 07/11/2015  | 15,6 17/12/2015  | 39,2 25/07/2019  |
| Ensoleillement (h)                    | 53,6             | 66,5             | 118,5            | 163,5           | 186,6           | 195,2           | 206,3           | 196,9          | 143,5           | 97,2            | 45,6             | 42,6             | 1 515,9          |
| Précipitations (mm)                   | 102,3            | 77               | 82,5             | 62,7            | 69,4            | 70,4            | 74,6            | 70,8           | 67,2            | 88,3            | 86,9             | 106,3            | 958,4            |

| Diagramme climatique                                  |           |             |             |             |              |              |              |             |             |            |             |
| J                                                     | F         | M           | A           | M           | J            | J            | A            | S           | O           | N          | D           |
| 5,1−0,5102,3                                          | 6,6−0,777 | 10,81,682,5 | 14,63,362,7 | 18,87,369,4 | 21,610,270,4 | 24,112,174,6 | 23,711,770,8 | 19,68,967,2 | 14,96,288,3 | 9,12,786,9 | 5,70,5106,3 |
| Moyennes : • Temp. maxi et mini °C • Précipitation mm |           |             |             |             |              |              |              |             |             |            |             |

| Ville                | Ensoleillement · (h/an) | Pluie · (mm/an) |
| -------------------- | ----------------------- | --------------- |
| Médiane nationale    | 1 852                   | 835             |
| Charleville-Mézières | 1515.9                  | 958.4           |
| Paris                | 1 717                   | 634             |
| Nice                 | 2 760                   | 791             |
| Strasbourg           | 1 747                   | 636             |
| Brest                | 1 555                   | 1 230           |
| Bordeaux             | 2 070                   | 987             |

### Climat à Sedan
Le climat de Sedan est dit tempéré chaud. Dans la  classification de Köppen, c'est un climat «Cfb», un climat tempéré chaud sans saison sèche, et un été tempéré. Sur l'année, la température moyenne à Sedan est de 9,7 °C. Les précipitations annuelles moyennes sont de 899 mm.

### Climat à Rimogne
Le climat de Rimogne est celui du plateau de Rocroi, un climat plutôt rude. Les températures moyennes relevées à Rocroi sont à peu de chose près les mêmes qu'à Rimogne : 0 °C en janvier et 15,9 °C en juillet. Cependant, la climatologie la plus proche que l'on puisse citer est celle de Charleville-Mézières.
La pluviosité sur le plateau de Rocroi est très importante et s'étend sur 200 jours environ. Le total annuel de 950 millimètres correspond à peu de chose près à la pluviométrie de Bordeaux.
| Mois                                                           | Janv | Fév  | Mars  | Avr  | Mai   | Juin | Juil | Août  | Sept | Oct  | Nov  | Déc   | Année |
| -------------------------------------------------------------- | ---- | ---- | ----- | ---- | ----- | ---- | ---- | ----- | ---- | ---- | ---- | ----- | ----- |
| Températures maximales moyennes (°C)                           | 4,1  | 4,7  | 8,9   | 14   | 18    | 23   | 28,8 | 20    | 22,9 | 17,4 | 11,6 | 7,2   | 15,05 |
| Températures minimales moyennes (°C)                           | -3,2 | -1   | -0,3  | 2,4  | 8,4   | 9,6  | 14,4 | 11,4  | 11,1 | 8,9  | 4    | 0,9   | 5,55  |
| Températures moyennes (°C)                                     | 0,4  | 1,8  | 4,3   | 8,2  | 13,2  | 16,3 | 21,6 | 15.7  | 17   | 13,1 | 7,8  | 8,1   | 10,3  |
| Moyennes mensuelles de précipitations (mm)                     | 28   | 70,8 | 100,6 | 56,6 | 136,8 | 29,2 | 59   | 142,8 | 15,4 | 81,8 | 93   | 135,8 | 950   |
| Source : Climatologie mensuelle - Charleville-Mézières, France |      |      |       |      |       |      |      |       |      |      |      |       |       |

### Climat à Rocroi
Il n'y a pas un mais plusieurs climats, retrouvant sur ce volet la diversité constatée dans les sols et dans les paysages :
- les températures moyennes annuelles varient de 8 °C dans le secteur des Hauts-buttés, un des points les plus élevés du parc, à 10 °C à Charleville ou dans la pointe de Givet ;
- la pluviométrie évolue entre 800 mm à Charleville ou Givet, 1 000 mm en val de Sormonne et en Thiérache, 1 200 mm à Rocroi et plus de 1 250 mm, avec des épisodes neigeux marqués, dans le secteur des Hauts-Buttés.

| Mois                              | jan. | fév. | mars | avril | mai | juin | jui. | août | sep. | oct. | nov. | déc. |
| --------------------------------- | ---- | ---- | ---- | ----- | --- | ---- | ---- | ---- | ---- | ---- | ---- | ---- |
| Température minimale moyenne (°C) | −2   | −2   | 0    | 3     | 6   | 9    | 11   | 11   | 9    | 5    | 2    | −1   |
| Température maximale moyenne (°C) | 3    | 4    | 8    | 12    | 16  | 19   | 21   | 21   | 18   | 13   | 7    | 4    |

| Mois                              | jan. | fév. | mars | avril | mai | juin | jui. | août | sep. | oct. | nov. | déc. |
| --------------------------------- | ---- | ---- | ---- | ----- | --- | ---- | ---- | ---- | ---- | ---- | ---- | ---- |
| Température minimale moyenne (°C) | −1   | 0    | 1    | 3     | 7   | 10   | 12   | 11   | 9    | 6    | 3    | 0    |
| Température maximale moyenne (°C) | 6    | 7    | 12   | 15    | 20  | 23   | 25   | 24   | 22   | 17   | 10   | 6    |

On passe d'un climat océanique dégradé dans le secteur de Signy-le-Petit, ou tempéré dans la pointe de Givet, à un climat continental à Rocroi ou sub-montagnard dans la région des Haut-Buttés, le caractère continental du climat s'affirmant avec l'altitude.
Le relief crée également des micro-climats. Les précipitations plus faibles de la pointe de Givet s'expliquent ainsi par sa position au Nord-Est du massif de Rocroi qui arrête une partie de l'humidité des vents d'ouest. Autre situation, de Rocroi à Revin, le chemin encaissé au fond de la vallée dite de la Misère accumule les brouillards. Ceci n'empêche pas cette vallée de la Misère d'être considérée par certains promeneurs comme un « paradis sur terre », un endroit à l'écart du monde où le renard ou l’écureuil rendent visite sans prévenir.

### Climat à Monthermé

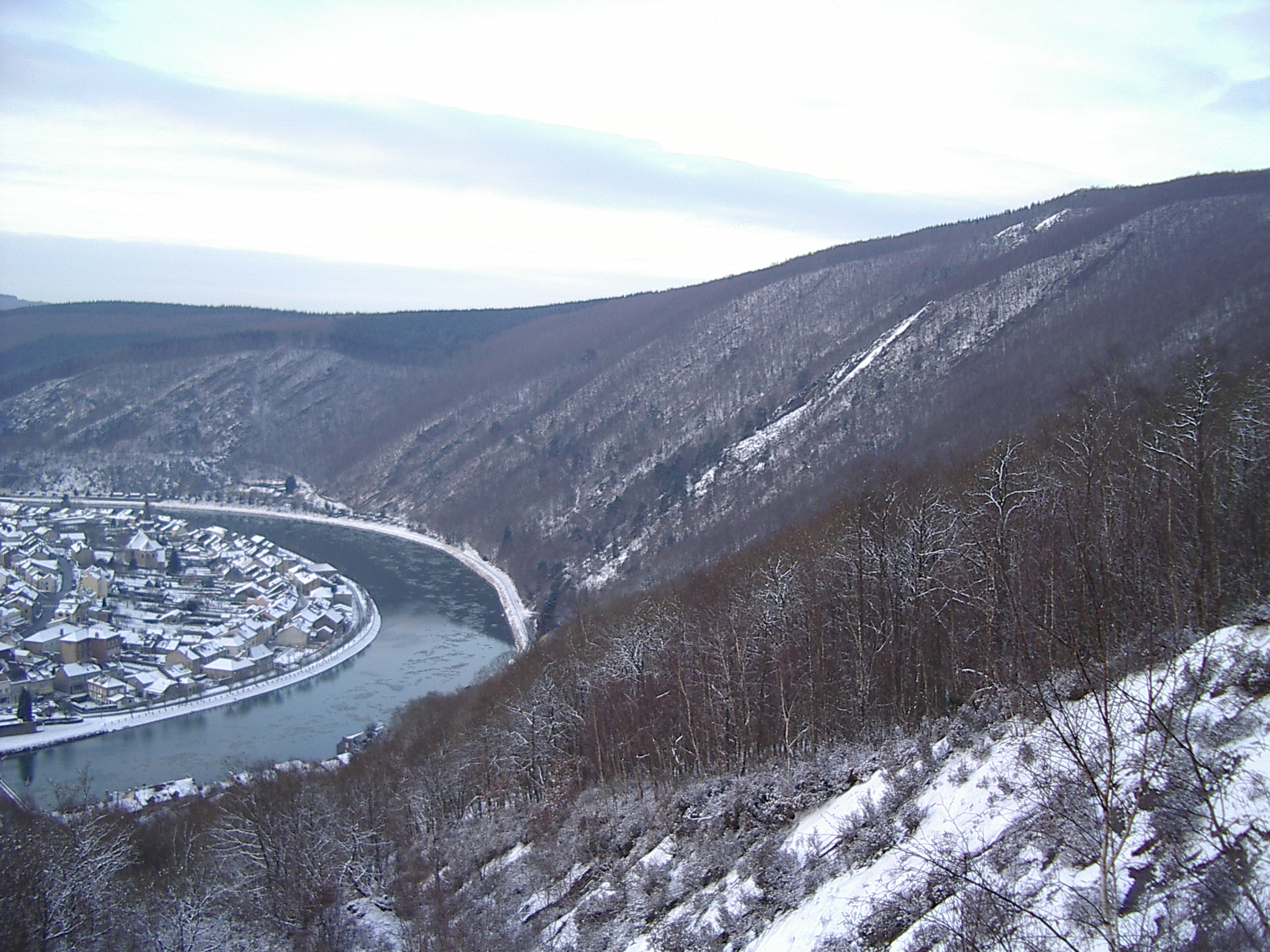
Panorama de Monthermé sous la neige.

Le climat baraquin est considéré comme « continental dégradé » avec de fortes précipitations en automne et fréquentes gelées en hiver. L'hiver est parfois rigoureux et le risque de neige élevé, résultat des conditions géophysiques et par la présence du relief du plateau ardennais avec des altitudes atteignant 487 m. La présence du gel, notamment dans la vallée et sur le plateau perdure dans l'année et influe sur la végétation.

#### Relevés météorologiques
L'historique de relevés allant de l'an 2000 à 2012 font apparaître les caractérisriques suivantes :
- Journée la plus pluvieuse : 16 décembre 2011 (60 mm)
- Température minimale la plus basse : les 7 et 11 février 2012 (−13 °C)
- Température maximale la plus haute : les 4, 19, 21, 26 juillet 2006 (36 °C)
- Mois le moins pluvieux : juin 2000 avec (7 mm)
- Mois le plus pluvieux : février 2001 (308 mm)
- Mois le plus froid : janvier 2009 (−3,5 °C)
- Mois le plus chaud : août 2003 (29,8 °C)

#### Précipitations
|                                     | Printemps | Été    | Automne | Hiver  |
| Années 2000-2011 moyenne des 12 ans | 264 mm    | 303 mm | 283 mm  | 398 mm |
| ----------------------------------- | --------- | ------ | ------- | ------ |

#### Températures moyennes par saison météorologique ou climatique
| Années 2002-2012 moyenne des 11 ans | Printemps boréal (1er mars - 31 mai) | Été boréal (1er juin - 31 août) | Automne boréal (1er septembre - 30 novembre) | Hiver boréal (1er décembre - 28 février) |
| Maximales                           | 16,9 °C                              | 24,6 °C                         | 15,5 °C                                      | 5,8 °C                                   |
| Minimales                           | 5,3 °C                               | 13,5 °C                         | 7,2 °C                                       | 0,5 °C                                   |
| ----------------------------------- | ------------------------------------ | ------------------------------- | -------------------------------------------- | ---------------------------------------- |

#### Précipitations et températures moyennes 2003 - 2015
| Années 2003-2015  | Précipitations l/m² | Températures °C | Réf.  |
| Moyenne           | 3.2                 |                 | [ 9 ] |
| Moyenne Maximales |                     | 15.7            |       |
| Moyenne Minimales |                     | 6.6             |       |
| ----------------- | ------------------- | --------------- | ----- |